# Courris
Courris är en kommun i departementet Tarn i regionen Occitanien i södra Frankrike. Kommunen ligger i kantonen Valence-d'Albigeois som tillhör arrondissementet Albi. År 2022 hade Courris 80 invånare.

## Befolkningsutveckling
Antalet invånare i kommunen Courris
| Referens: INSEE |